# Ardarico
Ardarico (em latim: Ardaricus) foi um rei gépida de meados do século V. Ele e seu povo acompanharam Átila, o Huno (r. 434–453) em sua devastação das províncias do Império Romano no Danúbio em 447. Em 451, esteve presente na desastrosa Batalha dos Campos Cataláunicos e após a morte de Átila em 453, Ardarico liderou a revolta das nações vassalas aos hunos e derrotou seus senhores na Batalha do Nedao em ca. 455. Se sabe que Ardarico era avô do general bizantino Mundo. Segundo W. Pohl, Mundo era filho de Giesmo, um rei gépida filho de Átila e a filha de Ardarico.